# غیاث‌الدین جمشید کاشانی
جمشید بن مسعود بن محمود طبیب کاشانی ملقب به غیاث‌الدین (۷۵۸ ش  ۱۳۸۰ م – ۱ تیر ۸۰۸ ش یا ۲۲ ژوئن م۱۴۲۹) ریاضی‌دان و اخترشناس ایرانی بود. او در غرب به الکاشی (al-kashi) مشهور است. 
علاقهٔ اصلی وی متوجه ریاضیات و اخترشناسی بود و تحت حمایت الغ‌بیگ موقعیت شغلی مطمئنی در سمرقند داشت.
وی به تکمیل و تصحیح روش‌های قدیمی انجام چهار عمل اصلی حساب پرداخت و روش‌های جدید و ساده‌تری برای آن‌ها اختراع کرد. در واقع، کاشانی را باید مخترع روش‌های کنونی انجام چهار عمل اصلی حساب (به ویژه ضرب و تقسیم) دانست. کتاب وی مفتاح الحساب است که آن را از حیث فراوانی و تنوع مواد و مطالب و روانی بیان سرآمد همهٔ آثار ریاضی سده‌های میانه می‌دانند.

## مهم‌ترین دستاوردهای او
ابداع و ترویج کسرهای اعشاری به قیاس با کسرهای شصتگانی که در ستاره‌شناسی متداول بود.
محاسبهٔ عدد پی تا شانزده رقم اعشار، به نحوی که تا صدوهشتاد سال بعد کسی نتوانست آن را گسترش دهد:
۲π=۶٫۲۸۳۱۸۵۳۰۷۱۷۹۵۸۶۵
محاسبهٔ سینوس (جِیب) زاویهٔ یک درجه با روش ابتکاری حل یک معادله درجه سوم (sin1=۰٫۰۱۷۴۵۲۴۰۶۴۳۷۲۸۳۵۱۰۳۷۱۲)، که هفده رقم اعشاری عدد به دست آمده با مقداری که امروزه محاسبه می‌شود، همخوانی دارد.
در واقع کاشانی مقدار سینوس یک درجه را تا ده رقم صحیح شصتگانی حساب کرد.
(به کمک فرمول {\displaystyle \sin 3\phi =3\sin \phi -4\sin ^{3}\phi \,\!})
اختراع ابزار اخترشناسی دقیق از جمله وسیله‌ای به نام «طَبَق المناطق» برای محاسبهٔ طول ستارگان که کتاب نزهة الحدایق در شرح آن است.

### نوآوری‌های کاشانی

#### اختراع اعشار
وی نخستین کسی بود که در اوائل قرن ۱۵ میلادی علامت اعشار را بکار برد. تا پیش از او اعداد غیر صحیح به‌صورت رقم صحیح به‌همراه یک کسر نمایش داده می‌شدند.

#### حل معادلات
دسته‌بندی معادلات درجه اول تا چهارم و حل عددی معادلات درجه چهارم و بالاتر

#### محاسبه عدد پی
کاشانی در الرسالة المُحیطیة (ص ۲۸) در سال ۱۴۲۴ میلادی با استفاده از یک ۸۰۵۳۰۶۳۶۸ (هشتصد و پنج میلیون) ضلعی عدد پی را تا ۱۶ رقم اعشار محاسبه کرد که رکورد او تا ۱۸۰ سال توسط هیچ ریاضیدانی شکسته نشد!

#### اختراع روش امروزی عملیات ریاضی
تکمیل و تصحیح روش‌های قدیمی انجام چهار عمل اصلی و اختراع روش‌های جدیدی برای آن‌ها. در واقع، کاشانی را باید مخترع روش‌های کنونی انجام چهار عمل اصلی حساب (به ویژه ضرب و تقسیم) دانست.

#### اختراع روش کنونی پیدا کردن ریشهٔ n اُم عدد دلخواه
روش کاشانی در اصل همان روشی است که صدها سال بعد توسط پائولو روفینی (ریاضی‌دان ایتالیایی، ۱۷۶۵–۱۸۲۲میلادی) و ویلیام جُرج هارنر (ریاضی‌دان انگلیسی، ۱۷۸۶–۱۸۳۷میلادی)، باردیگر اختراع شد.

#### اختراع روش کنونی پیدا کردن جذر
که در اصل ساده شدهٔ روش پیدا کردن ریشهٔ n اُم است.

#### اختراع کامپیوتر گرافیکی
غیاث الدین جمشید کاشانی ابزار جالبی اختراع کرد و آن را طَبَقُ المَناطِق نامید. رساله‌ای نیز به نام نزْهَةُالحدایق دربارهٔ چگونگی کار با آن نوشت.
دستگاه یک کامپیوتر در نوع خود بود که می توانست به صورت گرافیکی تعدادی از مسائل سیاره ای را حل کند، از جمله پیش بینی موقعیت های طول جغرافیایی خورشید و ماه بر اساس زمان  و مکان سیارات در مدارهای بیضی شکل آنها عرض های جغرافیایی خورشید، ماه، و سیارات  و دایره البروجۀ خورشید این ساز همچنین دارای الحیداد و خط کش بود.

#### تصحیحزیجایلخانی
کاشانی زیج خاقانی را نیز در تصحیح اشکالات زیج ایلخانی نوشت.

#### نگارش مهم‌ترین کتاب دوران خود دربارهٔ حساب
کتاب مفتاح الحساب کاشانی مهم‌ترین و مفصل‌ترین اثر دربارهٔ ریاضیات عملی و حساب در دوره اسلامی است.

#### محاسبهجیب(سینوس) یک درجه
کاشانی در رسالهٔ وَتَر و جِیب مقداری برای جِیبِ یک درجه (˚sin ۱) به دست آورده که اگر آن را بر ۶۰ تقسیم کنیم، حاصل آن تا ۱۷ رقم اعشاری با مقدار واقعی سینوس یک درجه موافق است.

#### قانون کسینوسها
وی برای اولین بار در قرن ۱۴ میلادی آن را تعریف کرد.بهمین دلیل در اروپا به قضیه کاشی هم معروف است قانون کسینوسها شکل جامعتری از قضیه فیثاغورس است که اندازه دو ضلع هر نوع مثلث را به کسینوس زاویه مابین آنها و اندازه ضلع سوم ربط میدهد در واقع قضیه فیثاغورس حالت خاصی از قضیه کاشی است موقعی که زاویه بین دو ضلع مثلث قایمه باشد.

#### اختراع محاسبات عددی
وی اولین کسی است که معادله درجه سوم را به روش تکرار حل کرد. پس از او قرن‌ها طول کشید روش تکرار ساده و محاسبات عددی در اروپا کشف شوند.

#### روش نیوتون رافسو در محاسبات عددی
در واقع این روش برای یافتن ریشه ان ام یک عدد را باید روش کاشانی نامید چون غیاث الدین جمشید کاشانی قرن‌ها قبل از نیوتون و رافسون و هنری بریگز آن را یافته بود که در واقع روش استادش شرف الدین طوسی بود که وی آن را بهینه کرده بود

## آثار کاشانی

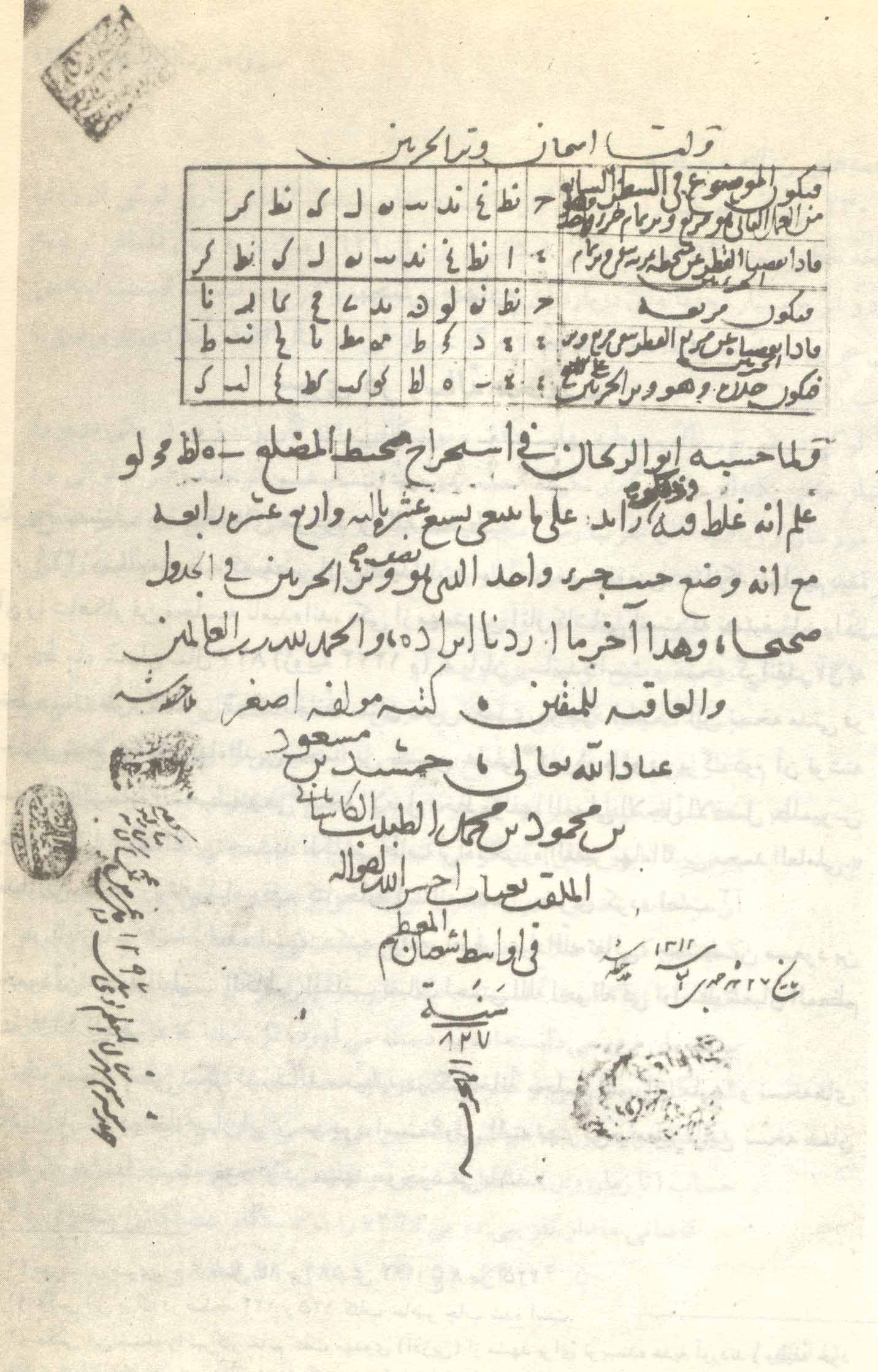
عکس صفحهٔ آخر رسالهٔ محیطیه موجود در کتاب‌خانهٔ آستان قدس رضوی شماره ۲۲۹.

### تالیفات در زمینهٔ اخترشناسی
- سلم السماء یا رسالهٔ کمالیه
- مختصر در علم هیئت
- زیج خاقانی فی تکمیل الزیج الایلخانی
- رساله شرح آلات رصد
- نزهة الحدایق
- زیج التسهیلات

### تالیفات در زمینهٔ ریاضیات
- مفتاح الحساب یا رساله طاق و ازج[۱۰]
- رسالهٔ محیطیه
- رساله وتر و جیب

### شرح تفصیلی آثار
- سُلّمُ السَماء (نردبام آسمان) یا رسالهٔ کمالیه به عربی. کاشانی این رساله را در ۲۱ رمضان ۸۰۹ قمری (اول مارس ۱۴۰۷ میلادی) در کاشان به پایان رسانده‌است. کاشانی در این رساله از قطر زمین، قطر خورشید، ماه، سیارات، و ستارگان و فاصلهٔ آن‌ها از زمین سخن گفته‌است.
- مختصر در علم هیئت به فارسی. کاشانی این رساله را در ۸۱۳ قمری برابر با ۱۴۱۰ میلادی، یا اندکی پیش از آن نوشت. وی در این رساله دربارهٔ مدارهای ماه، خورشید، ستارگان، و سیاره‌ها و چگونگی حرکت آن‌ها سخن گفته‌است.
- زیج خاقانی فی تکمیل الزیج الایلخانی به فارسی: این کتاب یکی از آثار مهم نجومی کاشانی به‌شمار می‌رود. کاشانی این زیج را در ۸۱۶ قمری (۱۴۱۳ میلادی) کامل کرد. هدف کاشانی از نگارش این زیج، تصحیح اشتباهاتی است که در زیج ایلخانی تألیف خواجه نصیرالدین طوسی، روی داده‌است. کاشانی در مقدمهٔ زیج خود با به رغم انتقاد از مطالب زیج ایلخانی، از نویسندهٔ آن، با تجلیل و احترام بسیار یاد کرده‌است.
- رساله در شرح آلات رَصَد به فارسی: کاشانی این رساله را در ذیقعدهٔ ۸۱۸ قمری (ژانویهٔ ۱۴۱۶ میلادی) برای شخصی به نام سلطان اسکندر نوشته‌است. برخی این اسکندر را «اسکندر بن قرایوسف قراقویونلو» دانسته‌اند. اما برخی دیگر، معتقدند که این اسکندر، پسر عموی الغ بیگ است که بر فارس و اصفهان حکومت می‌کرده‌است.[۱۱]
- نُزْهَةُ الحَدایق به عربی: کاشانی این رساله را در دهم ذیحجهٔ ۸۱۸ قمری مطابق ۱۰ فوریهٔ ۱۴۱۶ میلادی (حدود یک ماه پس از نگارش رساله در شرح آلات رصد) نوشته و در آن به شرح دو ابزاری که خود اختراع کرده بود، می‌پردازد. دستگاهی به نام طبق المناطق (طول‌یاب سیاره‌ای) که با این دستگاه می‌توان محل ماه و خورشید و پنج سیارهٔ شناخته شده تا آن زمان و نیز فاصلهٔ هر یک از آن‌ها را تا زمین، و برخی پارامترهای سیاره‌ای دیگر را به دست آورد. از دستگاه دیگر برای اجرای درونیابی خطی استفاده می‌کرد.
- ذِیلِ نزهة الحدایق. کاشانی در نیمهٔ شعبان ۸۲۹ قمری (۲۲ ژوئن ۱۴۲۶ میلادی) و هنگامی که در سمرقند اقامت داشته، ده «اِلْحاق» (پیوست) را به نزهة الحدایق افزوده‌است.
- زیج تَسْهیلات، کاشانی این اثر را پیش از ۸۳۰ قمری تألیف کرده‌است زیرا در مقدمهٔ مفتاح الحساب از این کتاب نام برده (ص ۳۶) ولی تا کنون وجود نسخه‌ای قطعی از آن گزارش نشده‌است.
- مفتاح الحساب:

کاشانی کار نگارش مفتاح الحساب را، که بی‌تردید مهم‌ترین، مفصل‌ترین و برجسته‌ترین کتابِ ریاضیات عملی در دورة اسلامی به‌شمار می‌آید، در ۳ جمادی‌الاولی سال ۸۳۰ قمری برابر با ۲ مارس ۱۴۲۷ میلادی به پایان رسانده و آن را به الغ بیگ هدیه کرده‌است. اما پیش‌نویس این کتاب را دست کم از ۶ سال پیش، یعنی ۸۲۴ قمری فراهم آورده و در این مدت، مشغول تکمیل و اصلاح آن بوده‌است. زیرا او در مقدمهٔ تلخیص المفتاح که در همین سال نوشته شده، تأکید کرده که این تلخیص را پس از به پایان رساندن تألیف مفتاح الحساب فراهم آورده‌است.
برای نشان دادن اهمیت مفتاح الحساب کاشانی نزد شرق شناسان، به ویژه محققان اروپایی، در این‌جا به چاپ‌های مختلف متن عربی و ترجمه‌های این اثر اشاره می‌کنیم:
1. 1. در ۱۸۶۴ میلادی فرانتس وپکه، محقق آلمانی الاصل ساکن فرانسه، بخشی از این کتاب را به فرانسه ترجمه کرد.
  2. در ۱۹۴۴ میلادی، پاول لوکی بخش قابل توجهی از مفتاح الحساب را به آلمانی ترجمه و شرح کرد. این ترجمه نیز، همچون ترجمهٔ رسالة محیطیه، پس از مرگ لوکی و در سال ۱۹۵۱ میلادی منتشر شد. وی همچنین مقالهٔ مهمی دربارهٔ روش کاشانی در پیدا کردن ریشهٔ n اُم اعداد نوشت.
  3. در ۱۹۵۱ میلادی نائله رجایی در پایان‌نامهٔ دورهٔ دکترای خود در دانشگاه آمریکایی بیروت، با استفاده از مطالب مفتاح الحساب و رسالة محیطیه به بحث دربارهٔ اختراع کسرهای اعشاری توسط کاشانی پرداخت.
  4. در همان سال و در همان دانشگاه، عبدالقادر الداخل نیز در پایان‌نامهٔ دکترای خود روش کاشانی دربارهٔ پیدا کردن ریشهٔ n اُم در دستگاه شمار شصتگانی بررسی کرد.
  5. در ۱۹۵۶ میلادی نیز بوریس روزنفلد، آدُلف یوشکویچ، و سِگال، تصویر یک نسخهٔ خطی این اثر و نیز تصویر یک نسخهٔ خطی رسالهٔ محیطیهٔ را همراه با ترجمهٔ روسی آن در مسکو به چاپ رساندند.
  6. در ۱۹۶۷ میلادی احمد سعید الدمرداش و محمد حمدی الحفنی الشیخ، متن عربی این کتاب را در قاهره به چاپ رساندند. غلط‌های این چاپ حتی از غلط‌های نسخهٔ خطی چاپ مسکو بیشتر است.
  7. در ۱۹۷۷ میلادی نادر النابلسی یک بار دیگر تمامی این کتاب را با حواشی به نسبت سودمند و با دقتی بیشتر از دو مصحح قبلی در دمشق به چاپ رساند.

گفتنی است که در هیچ‌یک از ترجمه‌ها یا چاپ‌های یاد شده از نسخهٔ خطی کتابخانهٔ ملی ملک، که کهن‌ترین و بهترین نسخهٔ موجود مفتاح الحساب به به‌شمار می‌آید استفاده نشده‌است.
- الرِسالةُ المُحیطیة به عربی. کاشانی این رساله را که یکی از مهم‌ترین آثار اوست در اواسط شعبان ۸۲۷ قمری (ژوئیهٔ ۱۴۲۴ میلادی) به پایان رسانده‌است. وی در این رساله نسبت محیط دایره به قطر آن، یعنی عدد پی را به دست آورده‌است.
- وَتَر و جَیب، کاشانی این رسالهٔ را دربارهٔ چگونگی محاسبهٔ جَیب (سینوس) زاویه یک درجه نوشته‌است. شوربختانه متن اصلی این رساله باقی نمانده اما از شرح‌هایی که بر آن نوشته‌اند می‌توان به مطالب آن پی برد.
- تَلْخیصُ المِفْتاح به عربی. این رساله، چنان‌که از نامش پیداست گزیدهٔ مفتاح الحساب کاشانی است. کاشانی کار تلخیص را در ۷ شعبان ۸۲۴ قمری (۷ اوت ۱۴۲۱ میلادی) به پایان رسانده‌است. وی در مقدمهٔ این رساله چنین آورده‌است: «اما بعد، نیازمندترین بندگان خداوند به بخشایش وی، جمشید ملقب به غیاث، پسر مسعود پزشک کاشانی، پسر محمود، که خداوند روزگارش را نیکو گرداند، گوید که چون از نگارش کتابم موسوم به مفتاح الحساب پرداختم، آن دسته از مطالب این کتاب را که دانستن آن‌ها برای نوآموزان واجب است در این گزیده گرد آوردم و آن را تلخیص المفتاح نامیدم.»

## نظرات دانشمندان معاصر
پاول لوکی، پژوهشگر برجستهٔ آلمانی که بیش از هر تاریخ‌شناس دیگری در راه شناساندن ارزش آثار ریاضی این دانشمند بزرگ به جهان کوشش کرده، دربارهٔ آثار کاشانی چنین آورده‌است:
پس از پژوهش دربارهٔ برخی آثار کاشانی، که خوشبختانه بیشتر آن‌ها در کتابخانه‌های شرق و غرب موجود است، او را ریاضی‌دانی هوشمند،
مخترع، نَقّاد و صاحب افکار عمیق یافتم. کاشانی از آثار ریاضی‌دانان پیش از خود آگاه و به ویژه در فن محاسبه و به کار بستن روش‌های تقریبی بسیار آگاه و چیره‌دست بوده‌است. اگر رسالهٔ محیطیه او به دست ریاضی‌دانان غربی معاصر وی رسیده بود، از آن پس مردم مغرب زمین از بعضی منازعات و تألیفات مبتذل دربارهٔ اندازه‌گیری دایره (محاسبهٔ عدد پی) بی‌نیاز می‌شدند. اگر نظریهٔ واضح و روش علمی وی در مورد شناساندن کسرهای اعشاری انتشار یافته بود، فرانسوا وی‌یتْ، اِستِوِن، و بورگی ناچار نمی‌شدند که یک قرن و نیم پس از کاشانی نیروی فکری و عملی خود را برای از نو یافتن این کسرها به کار اندازند.
اِدوارد اِستوارت کنِدی، پژوهشگر برجستهٔ آمریکایی، که مدتی نیز در ایران می‌زیسته‌است و با زبان فارسی آشنایی دارد دربارهٔ کاشانی چنین گفته‌است:
پیش از هر چیز باید گفت که کاشانی حاسبی زبردست بود و در این فن مهارت شگفت‌انگیزی داشت؛ و شاهد این مدعا این است که وی با اعداد شصتگانی خالص به آسانی و روانی حساب می‌کرد. کسرهای اعشاری را اختراع نمود، روش تکراری را در حساب به‌طور کامل و پیگیر به کار می‌بست. با چیره‌دستی مراحل محاسبه را طوری تنظیم می‌نمود که بتواند حداکثر مقدار خطا را پیش‌بینی کند و در هر جا درستی اعمال را امتحان می‌کرد.
آدُلف یوشکویچ، پژوهشگر مشهور روسیه در کتاب تاریخ ریاضیات در سده‌های میانه در بارهٔ کتاب ارزشمند کاشانی می‌نویسد:
مفتاح الحساب کتابی درسی، دربارهٔ ریاضیات مقدماتی است که استادانه تألیف شده و مؤلف آنچه را که طبقات مختلف خوانندگان کتاب بدان نیاز داشته‌اند، در نظر گرفته‌است. این کتاب از حیث فراوانی و گوناگونی مواد و مطالب و روانی بیان تقریباً در همهٔ آثار ریاضی سده‌های میانه یگانه‌است.

## فیلم و سریال ساخته شده دربارهٔ او
از زندگی و سرگذشت غیاث‌الدین جمشید کاشانی تاکنون دو فیلم و سریال ساخته شده‌است.
- شهرآشوب به کارگردانی یدالله صمدی، محصول سال ۱۳۸۴
- نردبام آسمان به کارگردانی محمدحسین لطیفی، محصول سال ۱۳۸۸، پخش شده از ۱ شهریور ۱۳۸۸ تا ۲۴ شهریور ۱۳۸۸ (رمضان ۱۳۸۸)